# Gazimestan
Gazimestan (cirillico serbo: Газиместан, Pronuncia in serbo: [ɡaziměstaːn]) è il nome di un monumento commemorativo della storica battaglia della Piana dei Merli, situato a circa 5-6 chilometri a sud del luogo dove la battaglia è stata effettivamente combattuta, altresì noto come Kosovo Polje (Piana dei Merli). Il nome è una parola macedonia derivata dall'arabo ghazi, dal significato di "eroe" o "campione", e la parola serba mesto, che significa "luogo". Il monumento (che imita la forma di una torre medievale) è stato progettato da Aleksandar Deroko e costruito nel 1953 col patrocinio della Repubblica Socialista Federale di Jugoslavia e fa parte di un complesso monumentale sparso composto da una torre simil-medievale, dal Mausoleo dei Portastendardi [(SQ)  Tyrbja e Bajraktarit / (SR)  Gazimestan turbe o anche: Barjaktarevo turbe e/o Turbe dva barjaktara] e dal Mausoleo di  Murad I [(SQ)  Tyrbja e Sulltan Muratit / (SR)  Muratovo turbe], quest'ultimo situato a mezz'ora di cammino dalla torre.

## Costruzione
Il monumento è costruito secondo la forma di una torre medievale. Gazimestan è raggiungibile dall'autostrada R7 e/o tramite il tratto Pristina-Mitrovica della strada maestra M-2 ed è posto su una collina alta 50 metri, che domina la pianura sottostante, circa 5 km. a nord della capitale kosovara. Ogni anno, in occasione di Vidovdan (il giorno di San Vito, il 28 giugno del calendario gregoriano, 15 giugno del calendario giuliano), si tiene una commemorazione nei pressi del monumento: in tale data, l'edificio viene ricoperto da uno stendardo recante l'immagine del principe Lazar Hrebeljanović, condottiero dei serbi durante la battaglia del 1389, che perì a seguito della sconfitta contro gli invasori ottomani.

## Storia
Nel 1989 Slobodan Milošević tenne presso Gazimestan un discorso che ebbe grande risonanza sia nell'allora Jugoslavia che all'estero. Tale discorso, scritto con ogni probabilità da Dobrica Čosić (presidente dell'Accademia serba delle Scienze e delle Arti), è stato da molti considerato il momento in cui l'allora Presidente della Repubblica Socialista di Serbia ha iniziato ad abbracciare la causa del nazionalismo serbo come compimento della sua "rivoluzione antiburocratica".
Nel 2009, un anno dopo la dichiarazione di indipendenza del Kosovo, la commemorazione vide la partecipazione di diverse migliaia di persone, il numero più alto dal 1999. Nel 2010 il compito di custodire questo monumento è stato dato alla polizia del Kosovo, controllata dal governo guidato dai partiti albanesi: fu una decisione molto criticata da parte del governo serbo, che temeva principalmente che il monumento fosse destinato all'incuria e all'abbandono. Nel 2014 il Presidente serbo Tomislav Nikolić ha tenuto un discorso di fronte a questo monumento.

## La maledizione del Kosovo
и од српске крви и колена,
а не дош'о на бој на Косово,
не имао од срца порода,
ни мушкога ни девојачкога!
Од руке му ништа не родило,
рујно вино ни пшеница бела!
Рђом капо док му је колена!»
Di sangue serbo e serba discendenza
E non parteciperà alla Battaglia del Kosovo
Possa mai ricevere la progenie che il suo cuore anela!
Né un figlio né una figlia
E che nulla cresca di ciò che la sua mano semina!
Che sia vino scuro o bianco grano
E che egli sia maledetto nei secoli dei secoli!»
(Iscrizione su Gazimestan della "Maledizione del Kosovo", attribuita al Principe Lazar di Serbia.
Questa versione è stata pubblicata per la prima volta nel 1845, nella raccolta di canzoni popolari di Vuk Karadžić.)

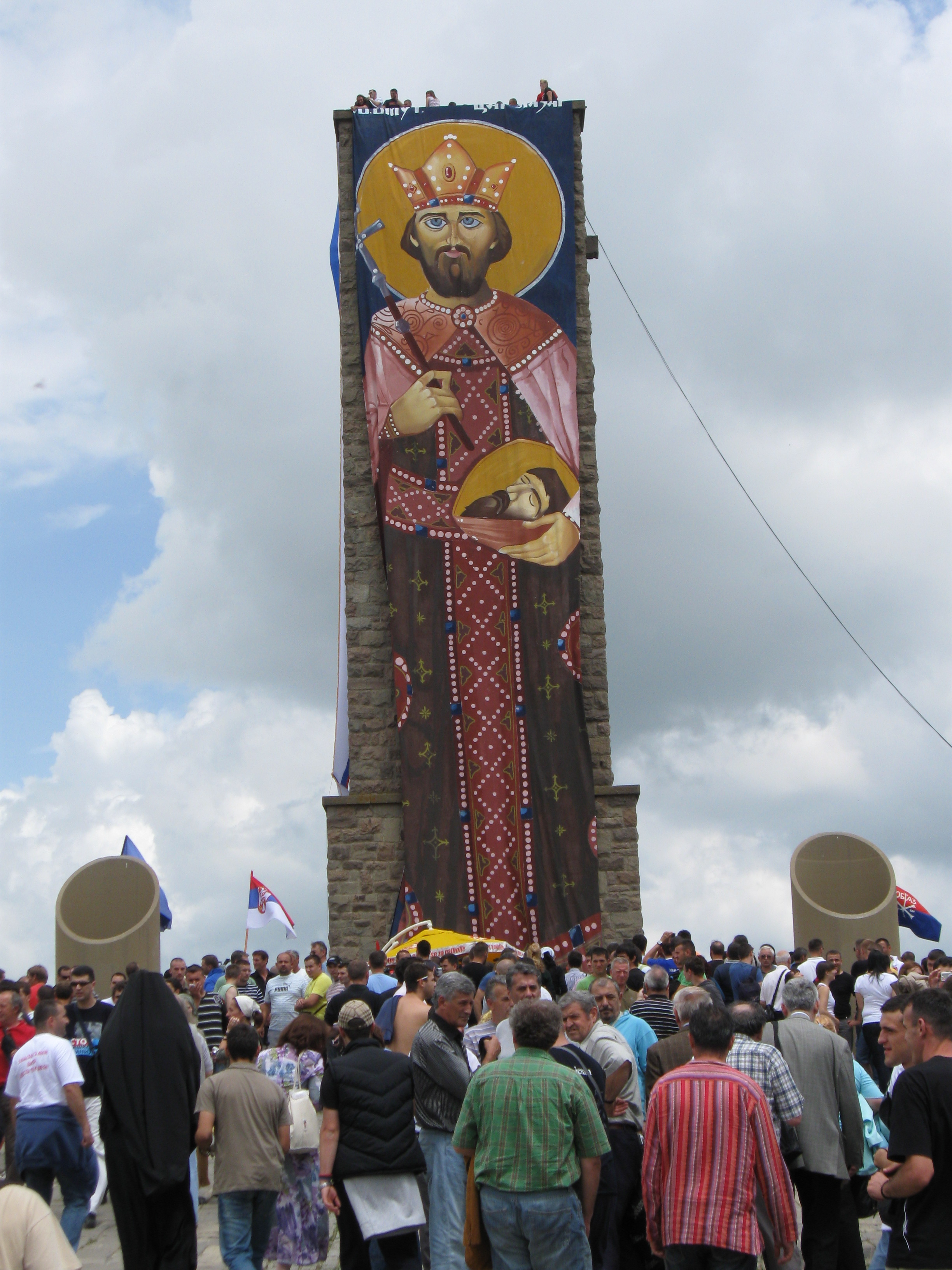
Vidovdan 2009
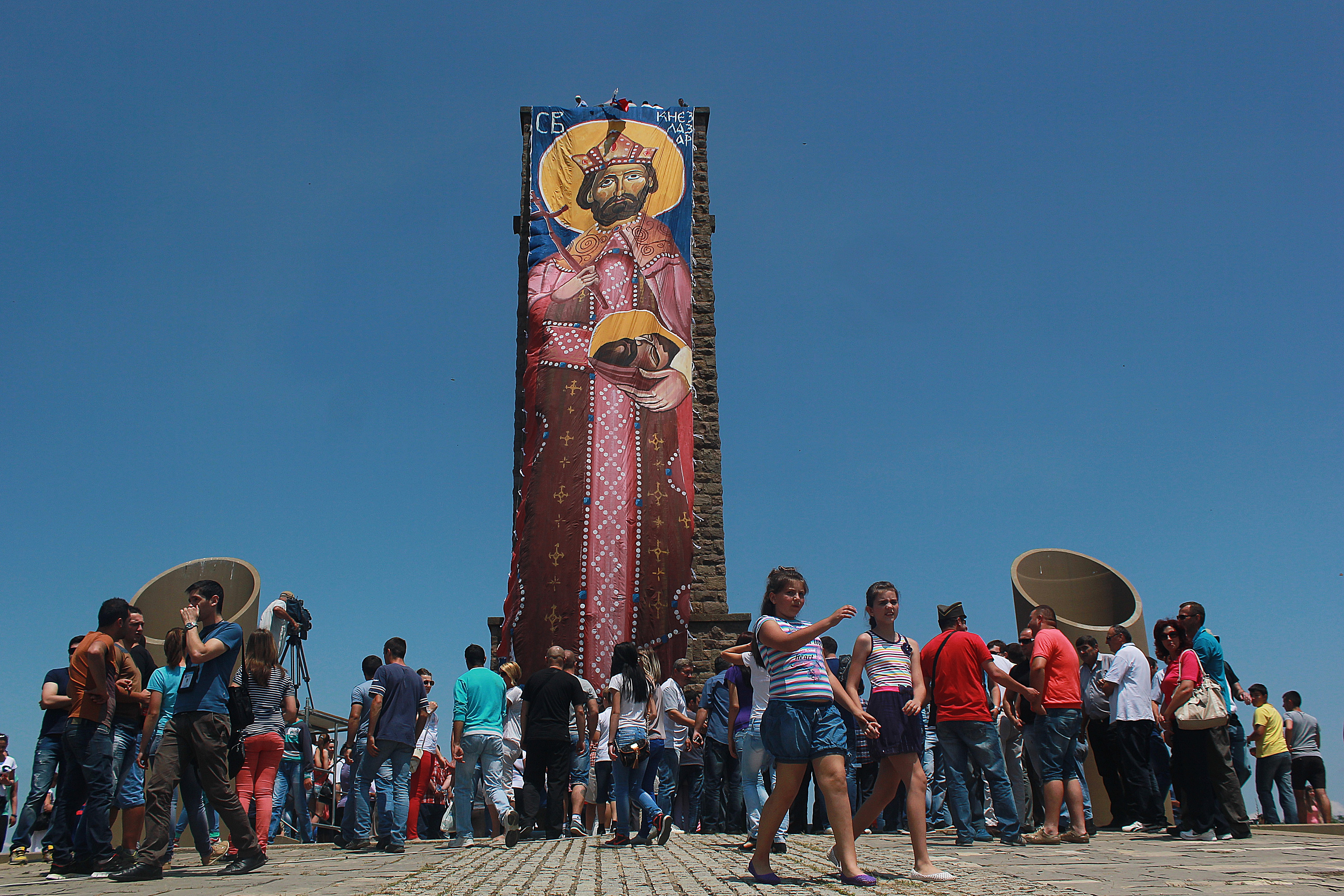
Vidovdan 2013
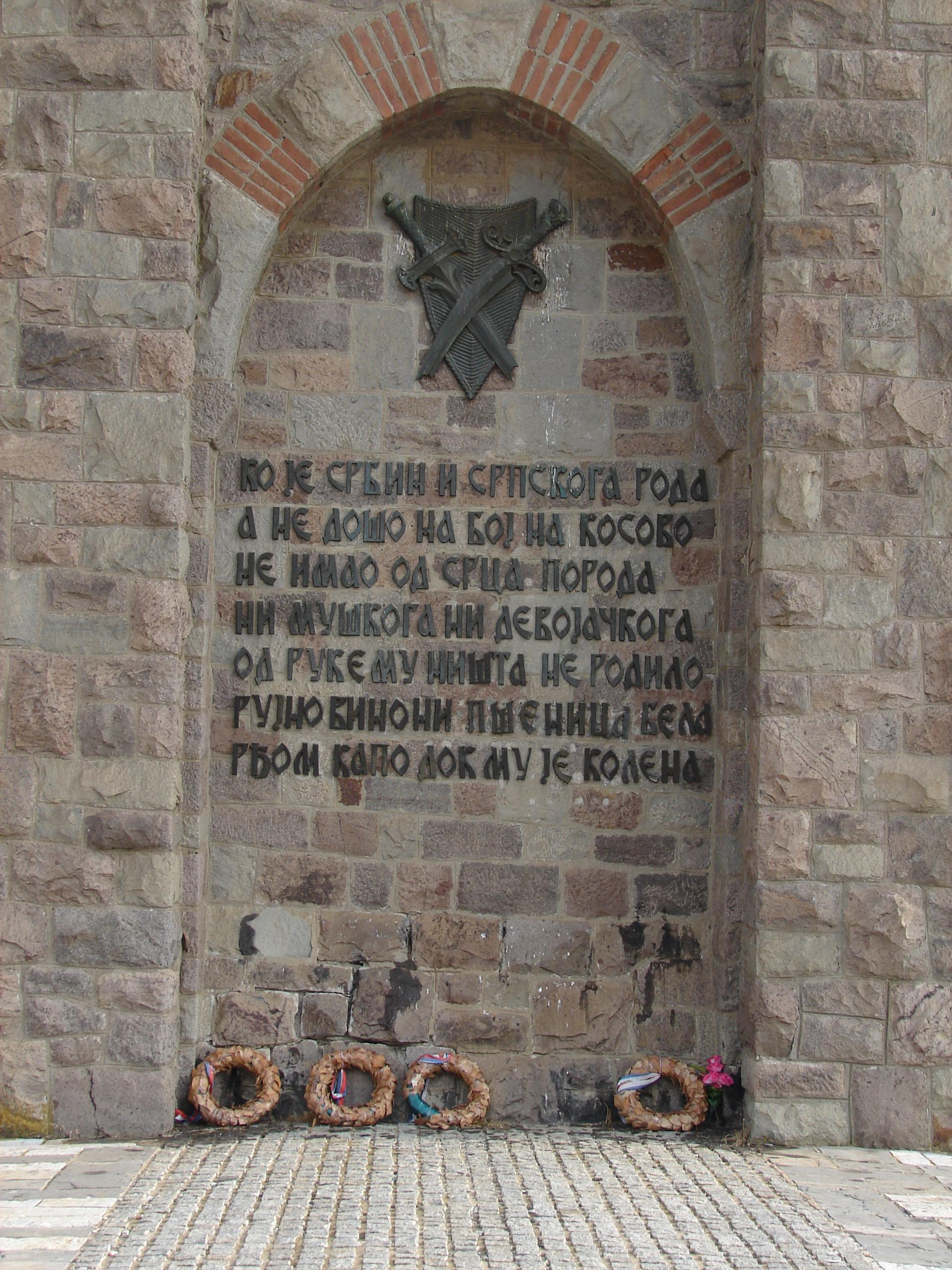
La maledizione del Kosovo
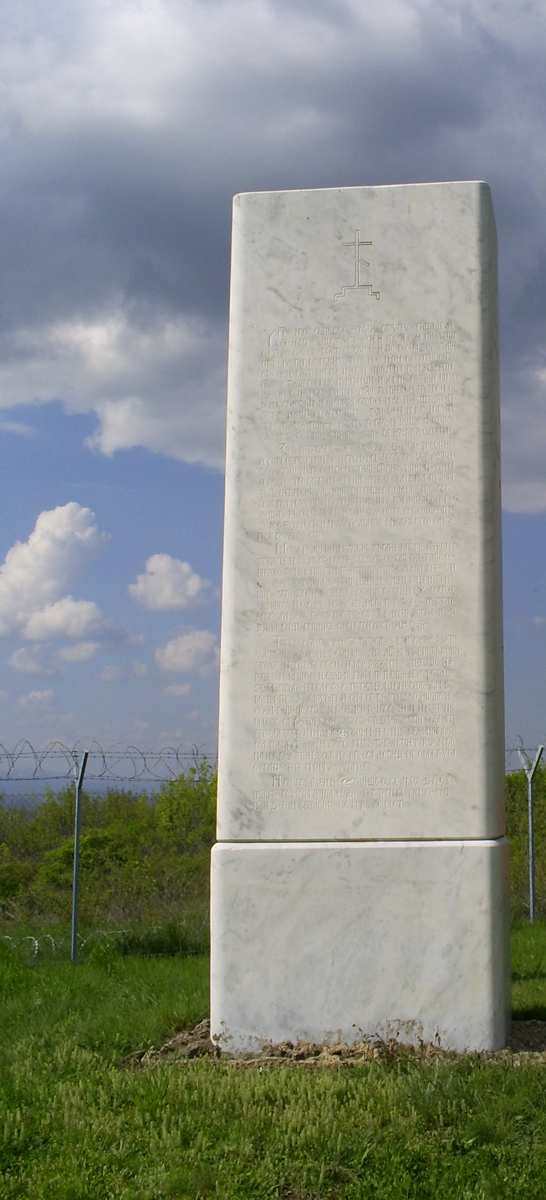
Cippo con epigrafe del despota Stefan Lazarević, figlio di Lazar